# Olulis lignulina
Olulis lignulina là một loài bướm đêm trong họ Noctuidae.